# E-Mental-Health
E-Mental-Health ist die Anwendung neuer Medien bei der Behandlung und Vorbeugung psychischer Erkrankungen. Es stellt einen Teilbereich von E-Health dar.

## Angebote
Mittlerweile gibt es eine Vielzahl psychosozialer Angebote, die sich der neuen Technologien bedienen, so zum Beispiel Psychoedukation durch Informationswebseiten, Onlineberatung, Onlineforen, Einzel- und Gruppenchats, Nachsorge per SMS, oder psychotherapienahe Interventionen wie E-Mail-Therapie oder computergestützte kognitiv-verhaltenstherapeutische Verfahren (computerized Cognitive Behavioral Therapy, cCBT).

### Psychoedukation und Selbsthilfe
Es gibt inzwischen viele Gesundheitsportale und Websites, die Informationen zu psychischen Krankheiten liefern und/oder Diskussionsforen anbieten, wie zum Beispiel die Stiftung Deutsche Depressionshilfe.

### Digitale Gesundheitsanwendung (DiGA)
Seit einigen Jahren gibt es so genannte Digitale Gesundheitsanwendungen (DiGA), u. a. zur Therapieunterstützung von erwachsenen Patienten mit Depressionen und depressiven Verstimmungen. Dabei handelt es sich um Medizinprodukte, die nach Prüfung durch das Bundesinstitut für Arzneimittel und Medizinprodukte (BfArM) als DiGA zugelassen und in das entsprechende DiGA-Verzeichnis aufgenommen wurden. DiGAs können vom behandelnden Arzt oder Psychotherapeuten auf Rezept verordnet werden.

### Nachsorge
Online-Programme können sowohl zur Vorsorge, als auch zur Nachsorge verwendet werden.
Ein Beispiel für ambulante Online-Nachsorge ist das Projekt Internetbrücke der Forschungsstelle für Psychotherapie. Bei diesem Projekt werden ehemalige Patienten einer psychosomatischen Klinik über Online-Chatgruppen nachbetreut.
Eine weitere Studie bestätigte zudem die Wirksamkeit der Nachsorgeprogramme im Bereich der Essstörungen. Bei dieser Art von Programmen erhalten die Patientinnen, die an Bulimie oder Essanfällen leiden, nach ihrer Entlassung regelmäßige Erinnerungsnachrichten auf ihr Smartphone. Hierbei konnte eine Verbesserung des gesundheitlichen Zustands bei 51,2 % der Teilnehmerinnen festgestellt werden.

## Vorteile
- Verwendung unabhängig von Ort und Zeit
- Anonymität
- unbeschränkter Zugriff
- Prävention
- "geringe[r] Nutzungshemmschwelle"[5]

## Wirksamkeit
Eine Meta-Analyse (2009) zu internetbasierten psychologischen Therapien bei Depressionen ergab für diese eine positive Wirkung (durchschnittliche Effektstärke von d=0,41). Des Weiteren stellte man fest, dass therapeutisch unterstützte Interventionen („supported treatments“) bessere Erfolge erzielten (d=0,61) als reine Selbsthilfe-Programme ohne Unterstützung („unsupported treatments“, d=0,25).

## Kritik
In Bezug auf psychotherapienahe Angebote wird unter anderem diskutiert, inwieweit z. B. die Erstellung einer Diagnose oder der Aufbau einer therapeutischen Beziehung über das Internet möglich ist. Eine Gefahr wird darin gesehen, dass bei unzureichender Diagnostik eine nicht geeignete Behandlung erfolgen könnte. Zudem ist eine schnelle therapeutische Intervention wie z. B. eine Klinikeinweisung im Bedarfsfall kaum möglich. Aufgrund des rein schriftlichen Austauschs gehen andere Aspekte der Kommunikation (z. B. Modulation der Stimme, Blickkontakt etc.) verloren. Auch sind z. B. modular aufgebaute Internettherapien meist auf nur ein isoliertes Erkrankungsbild ausgerichtet, wogegen es in der Praxis häufig so ist, dass verschiedene Erkrankungen und Probleme nebeneinander bestehen. Zudem ergibt sich bei der Kommunikation im Internet das Problem der Datensicherheit (in der Berufsordnung für Psychotherapeuten wird dagegen absoluter Vertrauensschutz verlangt). Im November 2009 wurde von der Landespsychotherapeutenkammer Hessen eine kritische Stellungnahme zum Online-Therapie-Programm Deprexis in Reaktion auf einen Artikel der FAZ veröffentlicht. Am 17. April 2010 wurde von der Landespsychotherapeutenkammer Hessen eine Resolution mit folgendem Wortlaut einstimmig beschlossen:

„Die Diagnostik und Therapie psychischer Erkrankungen erfordert eine persönliche Beziehung zwischen Patient/in und Arzt/Ärztin, Psychologischem Psychotherapeuten/in oder Kinder- und Jugendlichen-Psychotherapeuten/in. Eine Diagnostik und Behandlung von Erkrankungen ohne persönlichen Kontakt ist nicht mit der Berufsordnung vereinbar. Das Angebot nicht wissenschaftlich überprüfter Diagnose- und Behandlungsmöglichkeiten über das Internet und andere Medien wächst und es bedarf eines deutlichen Signals an die Öffentlichkeit, dass diese keine Alternative zur professionellen medizinischen und psychotherapeutischen Versorgung darstellen.“

## Sonstiges
Im Oktober 2009 fand das erste internationale E-Mental-Health-Treffen in Amsterdam statt. Anlässlich des Deutschland-Besuches von Prinz William und Herzogin Catherine im Juli 2017 hat die Britische Botschaft den Wettbewerb "Mental Health Hero" ausgerufen.